# Urucuia (Belo Horizonte)
Urucuia é um bairro da região administrativa do Barreiro, na cidade de Belo Horizonte, em Minas Gerais.
O bairro em sua maior parte, são casas concedidas pela prefeitura para moradores com menor poder aquisitivo. O bairro ainda tem um centro cultural o "Centro Cultural Urucuia", um posto de saúde e está em construção a UMEI Solar Urucuia.
Os imóveis no bairro geralmente não são caros e possuem grande quantidade de moradores.
No bairro também está situado o Conjunto Pongelupe que são prédios de características humilde. As ruas levam o nome de letras do alfabeto (rua "W", rua "S", rua "K", etc.). A principal fonte de renda dos habitantes é a venda de verduras,legumes e frutas.Com casas de aspéctos simples,os moradores são na sua grande maioria de baixa renda.
Os apartamentos no conjunto são pequenos,todos de tamanho padrão com 3 quartos(pequenos),sala,cozinha,pequena área de tanque e banheiro. Os apartamentos não possuem área de serviço e ou dependência de empregada. A Garagem é aberta à frente do prédio.
No bairro encontra-se o Instituto Estadual Florestal ou simplesmente IEF.
Está situado no bairro também a fábrica da Sical,empresa atuante no mercado de blocos para alvenaria de vedação.

## Ligações Externas
- Dados gerais sobre a cidade de Belo Horizonte

Predefinição:Região Barreiro de Belo Horizonte